# إبراهيم مرعي (عزبة)
عزبة إبراهيم مرعي، عزبة تابعة لقرية العجوزين، التابعة لمركز دسوق، التابع لمحافظة كفر الشيخ في جمهورية مصر العربية.